# مايك غيلمارتن
مايك غيلمارتن (بالإنجليزية: Mike Gilmartin)‏ هو لاعب كرة قدم أمريكية أمريكي، ولد في 24 مايو 1986 في هاينيس في الولايات المتحدة.